# Манучехр I
Манучехр I (д/н — 1034) — 11-й ширваншах в 1027—1034 роках. Вів тривалі війни проти Дербентського емірату, зазнав потужного нападу русів.

## Життєпис
Походив з династії Кесранідів, гілки династії Маз'ядидів. Син ширваншаха Язіда II. Після смерті останнього 1027 року стає новим володарем Ширвану. Продовжив боротьбу за оволодіння дербентським еміратом.
1029 році захопив володіння Муджакабад, але невдовзі зазнав відчутної поразки. 1030 року дербентське військо сплюндрувало північні області Ширвану. Того ж року руси на чолі із Інгваром Мандрівником, ймовірно на запрошення дербентського еміра Мансура I, вдерлися до Ширвану, завдавши поразки армії ширваншаха у битві біля Баку. Коли руси рушили Курою вгору, ширваншах наказав перегородити річку Аракс, внаслідок чого загинуло багато мешканців Ширвану. Лише 1031 року він зміг вигнати русів зі своєї держави. Все це суттєво послабило Ширван.
У 1032 року армія Саріру за підтримки аланських князів напала на столицю держави Язідії, яку сплюндрувала. Такі події підірвали авторитет Манучехра I, якого 1034 року було повалено братом Абу Мансуром Алі, що став новим ширваншахом як Алі II.